# جبل مار دانيال
جبل مار دانيال بالسريانية: ܣܘܪܝܝܐ طورو دمور دانيّل هو جبل يقع بمنطقة سهل نينوى بمحافظة نينوى بالعراق. يبعد الجبل مسافة 30 كم شرق مدينة الموصل وحوالي 5 كم عن برطلة وتقع فيه، بالإضافة إلى دير مار دانيال الذي يشتهر به، العديد من الصوامع التاريخية التي كانت تستعمل للتنسك من قبل الرهبان السريان.

## طالع إيضا
- جبل الألفاف